# Ihnatowycz Hall
Ihnatowycz Hall est un bâtiment académique situé au 273, rue Bloor Ouest à Toronto (Ontario). Ce bâtiment de style éclectique a été construit en 1881 pour loger l'université McMaster, qui était alors à Toronto. Il logea l'université jusqu'à son déménagement à Hamilton en 1930. Le bâtiment fut ensuite vendu à l'université de Toronto. Il loge depuis 1962 le Conservatoire royal de musique. Le bâtiment a été désigné comme bien patrimonial par la ville de Toronto en 1976 et comme lieu historique national du Canada en 1995.

## Histoire
Le 13 mars 1976, McMaster Hall a été désigné bien patrimonial par la ville de Toronto. Il a été ensuite désigné comme lieu historique national le 6 juillet 1995 par la commission des lieux et des monuments historiques du Canada. McMaster Hall a été renommé Ihnatowycz Hall en novembre 2005, à la suite du don de deux anciens étudiants du conservatoire, Ian Ihnatowycz et sa femme Marta Witer. Ce don avait pour but de restaurer le pavillon historique du conservatoire.